# Albin Michel
Albin Michel (Bourmont, Alto Marne, 29 de julio de 1873 - Bourg-la-Reine, 2 de marzo de 1943) fue un editor francés, fundador de la Editorial Albin Michel en 1900.

## Biografía
Albin-Jules fue el quinto hijo de François Michel (1832-1915), doctor en medicina, y de Françoise Emélie Mayeur (1840-1915), matrimonio que tuvo seis hijos. En su niñez conoció al editor Ernest Flammarion, amigo de la familia, que acercaba a su pequeño pueblo la agitada vida parisiense.
Estudió, como sus hermanos, en el Centro Neufchâteau, en los Vosgos. Georges eligió una Escuela de cirugía; Ferdinand, el Politécnico, y Louis se preparó el examen de ingreso al Banco de Francia. El 8 de junio de 1901 se casa con Claire Vuillaume (1881-1909), hija de un veterinario, que muere muy pronto. 
Fallece de una bronquitis infecciosa el 2 de marzo de 1943 y es inhumado en el cementerio de Bourg-la-Reine.

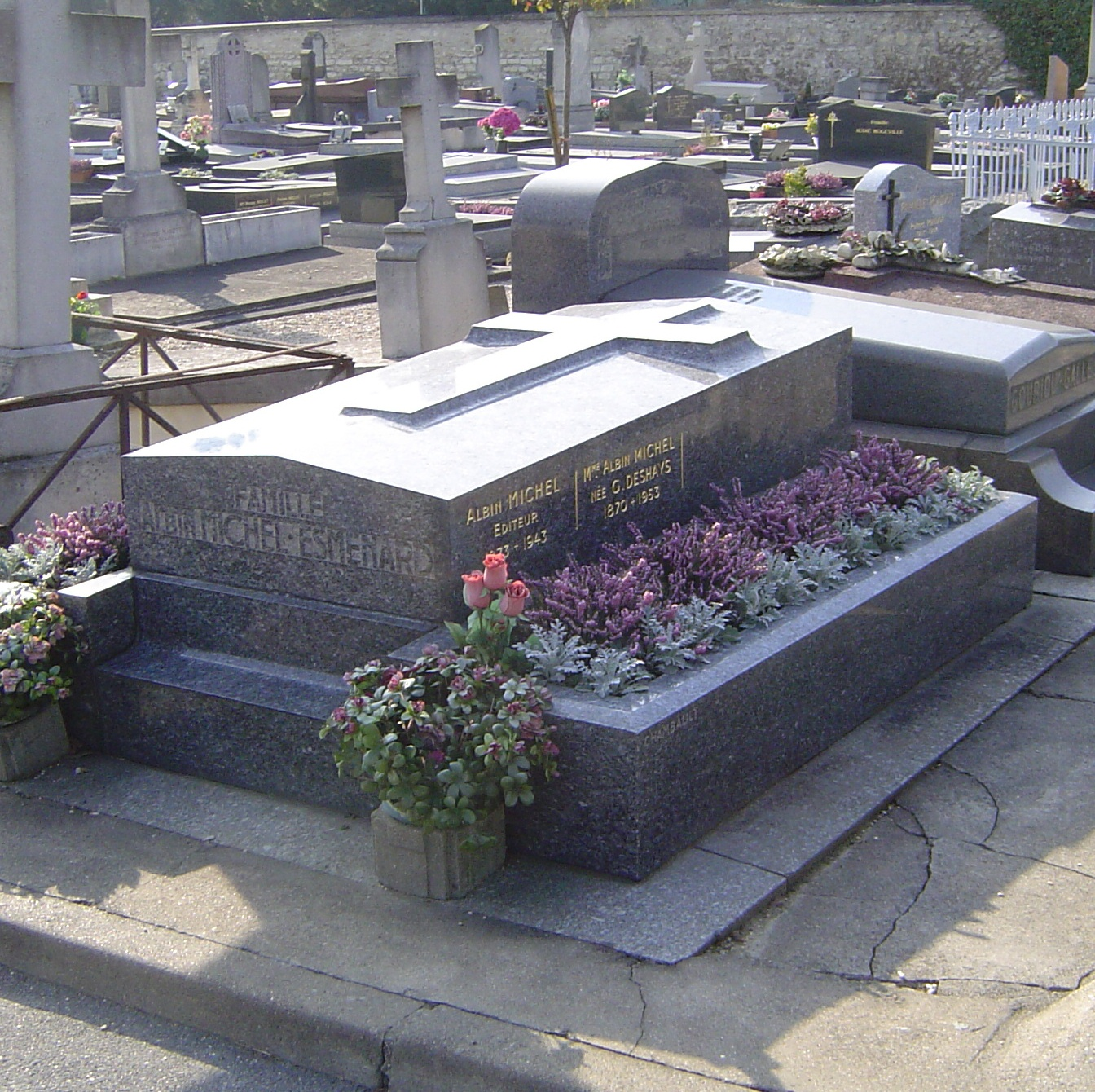
Sepultura de Albin Michel en el cementerio de Bourg-la-Reine.

## La ascensión de un joven editor
En septiembre de 1890, Albin Michel, que había fracasado en el bachillerato, marcha a París por recomendación paterna y va a la casa editorial de su amigo Flammarion. Trabaja como adjunto a Auguste Vaillant, socio de Ernest Flammarion, en las librerías de la casa editorial parisina. Su primer cometido estuvo en la librería de la calle Racine, 26, en el barrio del Odéon de París. Trasladado en 1897 a la sucursal del barrio de la Ópera, destacó por su diligencia y su buen hacer.
A principios de siglo, Michel propone una asociación con Flammarion y Vaillant, pero este último la rechaza. Abandona las ediciones Flammarion, deposita los primeros estatutos de su nueva editorial y abre su librería en calle Mathurins, 59, de París. Comienza con libros sencillos, interesantes, con cierto erotismo y pequeñas ilustraciones. Pronto se rodea de un formidable equipo de autores: Pierre Benoit, Francis Carco, Pierre Mac Orlan, y posteriormente, de escritores extranjeros de gran prestigio como Cronin, Daphne du Maurier, Conan Doyle o Nabokov.
En la década de 1920 compra los fondos Ollendorff y la extraordinaria colección fundada por Henri Berr, con autoras como Lucien Febvre, Marcel Granet, Marc Bloch y, para la novela, Romain Rolland, Colette o Maupassant.
El Arriviste de Félicien Champsaur, publicado en 1902, es uno de los grandes éxitos de la época. Para lanzar esta novela, Albin Michel acudió a técnicas novedosas. Al año siguiente, realiza el lanzamiento de una colección de libros de pequeño formato, con precios baratos, antecedentes del libro de bolsillo. El premio Fémina 1905 recayó en la obra Jean-Christophe, de Romain Rolland, que se convertirá en un enorme éxito de ventas. En 1908, aparece El Infierno, de Henri Barbusse, que venderá más de 200.000 ejemplares. En 1910, Albin Michel decide instalar su empresa en la calle Huyghens de París,  donde alquila 1.400 m². 
Más adelante, Michel se interesa por la literatura extranjera y crea, en 1922, la colección Los Maestros de la literatura extranjera. Con el tiempo, la Editorial Albin Michel se convirtió en el cuarto grupo de la edición francesa.

## Protector de Irene Nemirovsky
Tras la muerte de Albin Michel, en 1943, la editorial pasó a manos de su yerno, Robert Esménard, que en colaboración con su director literario, Robert Sabatier, supieron levantar un gigante de la edición. Ambos, además, prosiguieron con la ayuda puesta en marcha por Albin Michel para salvar a las hijas de Irène Némirovsky, deportada a Auschwitz en 1942.